# Vlaggenkaart

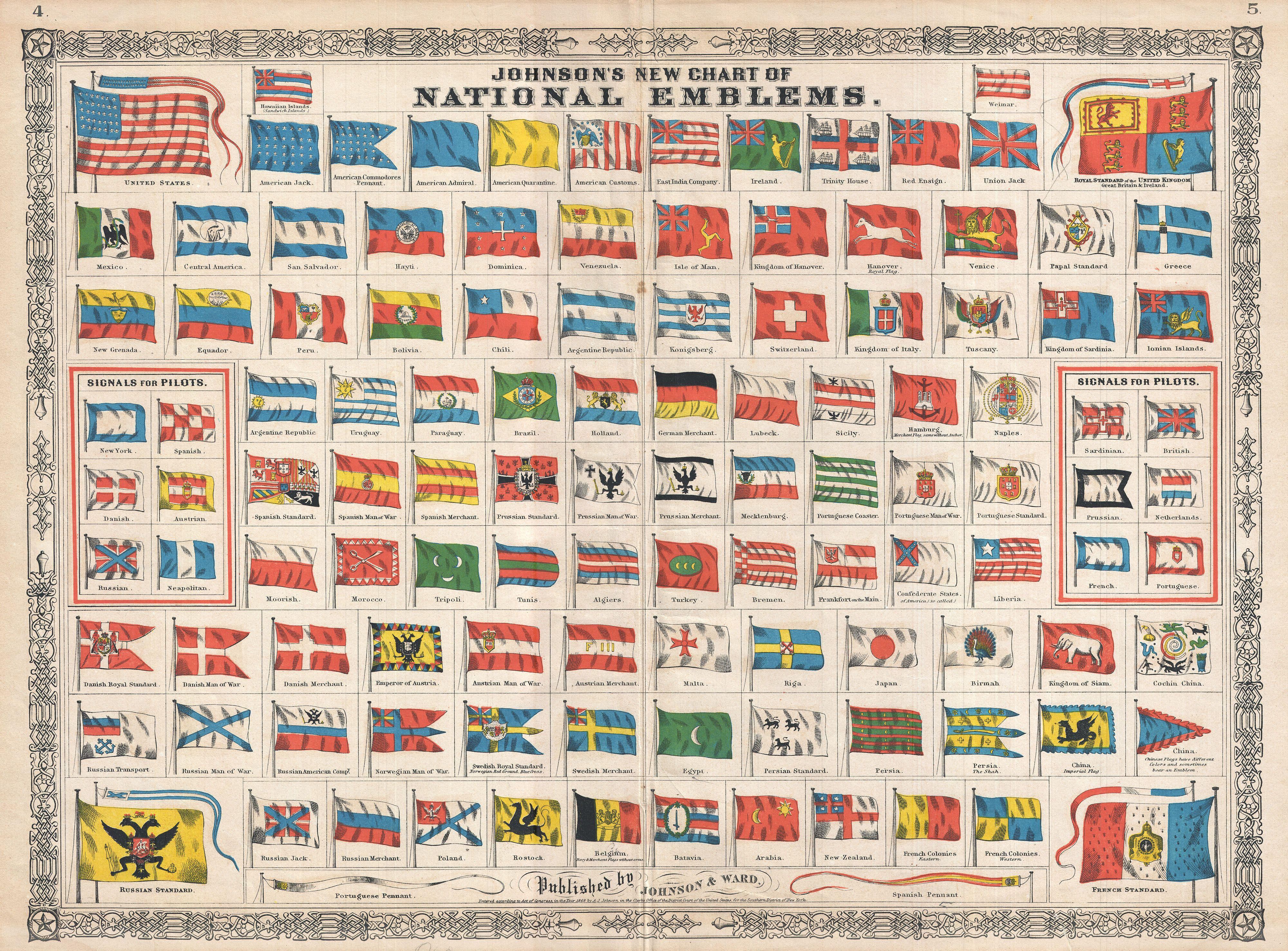
Voorbeeld van een vlaggenkaart

Een vlaggenkaart of vlaggenboek is een kaart of boek waarop de vlaggen zijn getekend die op zee werden gevoerd. Vlaggenkaarten waren van de zeventiende tot en met de negentiende eeuw in gebruik aan boord van marine- en koopvaardijschepen om te zien wat de herkomst van andere schepen was. Bij gebrek aan andere communicatiemiddelen waren vlaggen een manier om op afstand kenbaar te maken waar men vandaan kwam. Dit was vooral van belang tijdens conflicten tussen staten onderling, om vriend van vijand te kunnen onderscheiden.
De vlaggen die werden opgetekend waren niet alleen landsvlaggen, maar ook rederijvlaggen en vlaggen van steden en districten die de thuishaven waren voor de schepen. Met dergelijke vlaggen werd ook getoond onder wiens bescherming een schip stond (bijvoorbeeld West-Friesland). Vissers konden er ook hun plaatsgenoten aan herkennen om eventueel belangrijke berichten van het thuisfront over te brengen. Marineschepen voerden ook vlaggen die de rang van een officier of andere hoogwaardigheidsbekleder aan boord aangaven.
Een vlaggenkaart of vlaggenboek kan tientallen tot honderden afbeeldingen van vlaggen met de bijbehorende betekenis bevatten.
Vlaggenkaarten vormen tegenwoordig voor historici een goede bron om de ontwikkeling van vlaggen te kunnen vaststellen. Omdat er regelmatig vlaggen werden vervangen door andere en omdat oude staten werden opgevolgd door nieuwe, verschenen ze met enige regelmaat en waren ze vrijwel altijd voorzien van een datum.